# Усељење
„Усељење” је југословенски ТВ филм из 1981. године. Режирао га је Петар Зец а сценарио је написао Предраг Чудић.

## Улоге
| Глумац                     | Улога |
| -------------------------- | ----- |
| Ружица Сокић               | Она   |
| Властимир Ђуза Стојиљковић | Он    |